# Wojna podziemno-minerska

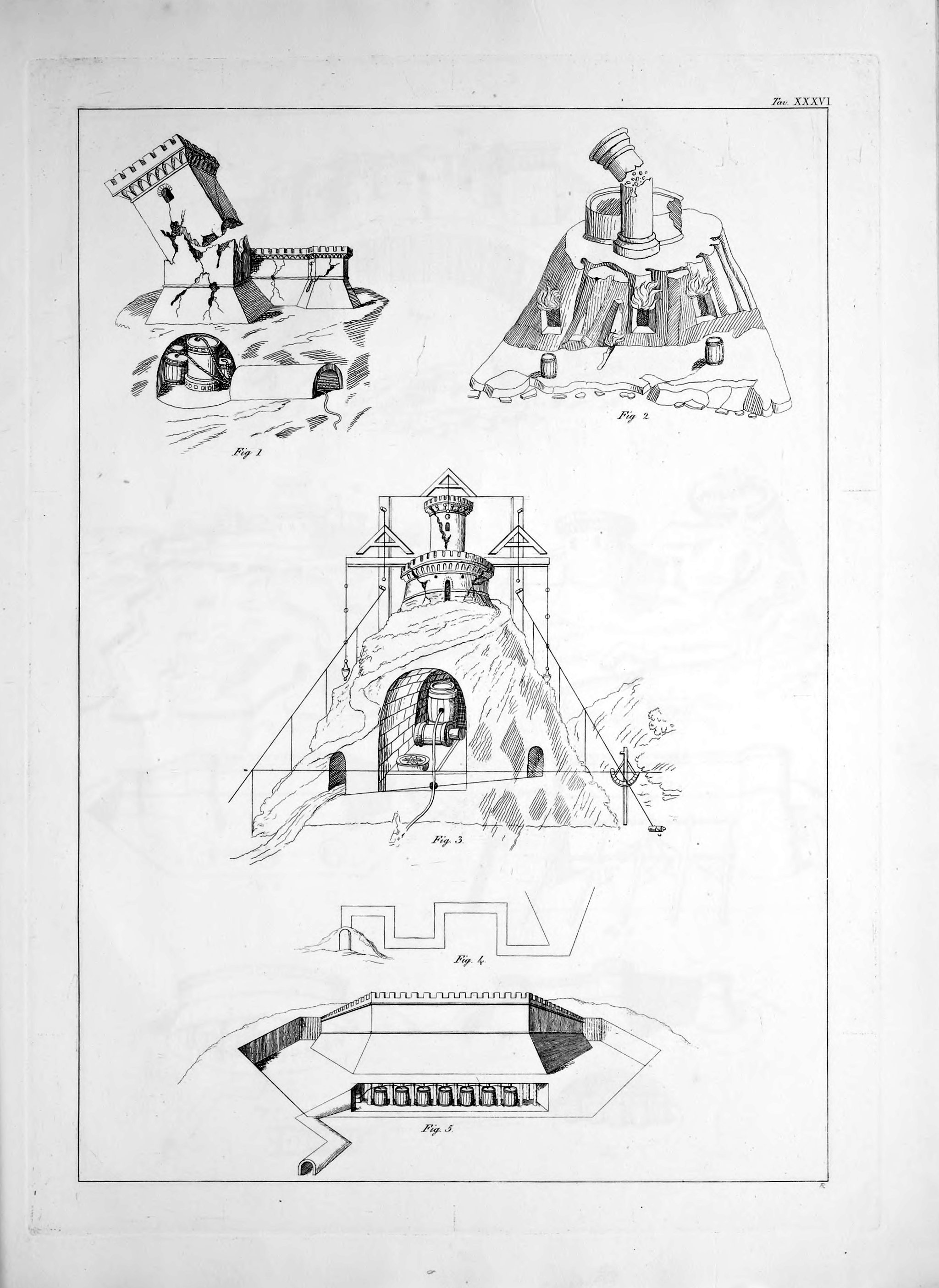
Miny i ich działanie w traktacie Francesca Martiniego

Wojna podziemno-minerska – prowadzenie działań wojennych podczas ataku na silnie umocnione pozycje i duże miasta, którego celem jest zniszczenie (na ogół wysadzenie) pozycji ufortyfikowanych, typowo z wykorzystaniem materiałów wybuchowych umieszczonych w komorze minowej specjalnie wykonanych pod ziemią chodników minowych. Stara się temu zapobiec obrona minerska, osłaniając i broniąc pozycji przed atakiem minerskim.
Wojna minerska była wykorzystywana już w starożytności. Do momentu wynalezienia prochu czarnego fortyfikacje niszczono przez podkopanie się pod mury, wydrążenie obszernej komory, podpartej stemplami, a następnie podpalenie ich; zniszczenie podpór powodowało zawalenie się muru. Sposób ten zastosowali np. Rzymianie podczas oblężenia Aten. Polibiusz w swoich Dziejach Rzymu (księga 21, rozdział 28) opisuje wojnę minerską i przeciwminerską podczas oblężenia Ambrakii przez Rzymian. Niemniej, w okresie imperialnym Rzymianie stosowali ten sposób walki bardzo rzadko; przykładem porażki działań minerskich była próba podkopu pod murami Massalii przez wojska Cezara, udaremnione przez obrońców przez zalanie chodników wodą.
Podczas oblężenia Yubi przez armię Wschodniej dynastii Wei w 546 roku, napastnicy i obrońcy zastosowali liczne techniki wojny minowej. Próbę przebicia się licznymi tunelami przez otaczający miasto wał z ubitej ziemi udaremniono przez wydrążenie wewnątrz wału wzdłużnego chodnika, poprzecznego względem chodników atakujących, który umożliwiał kontratak wewnątrz chodników. Ponadto przygotowano materiały palne i miechy, by wypełniać tunele trującym dymem. Atakującym udało się następnie podkopać pod wały, podstemplować je nasączonym olejem drewnem i podpalić stemple. Mimo równoczesnego ataku z kilku stron, obrońcy, najprawdopodobniej dzięki nasłuchowi, wiedzieli które odcinki są zagrożone i zawczasu przygotowali wewnątrz dodatkowe palisady i umocnienia. Mimo zawalenia kilku fragmentów wałów, szturm ostatecznie się nie powiódł

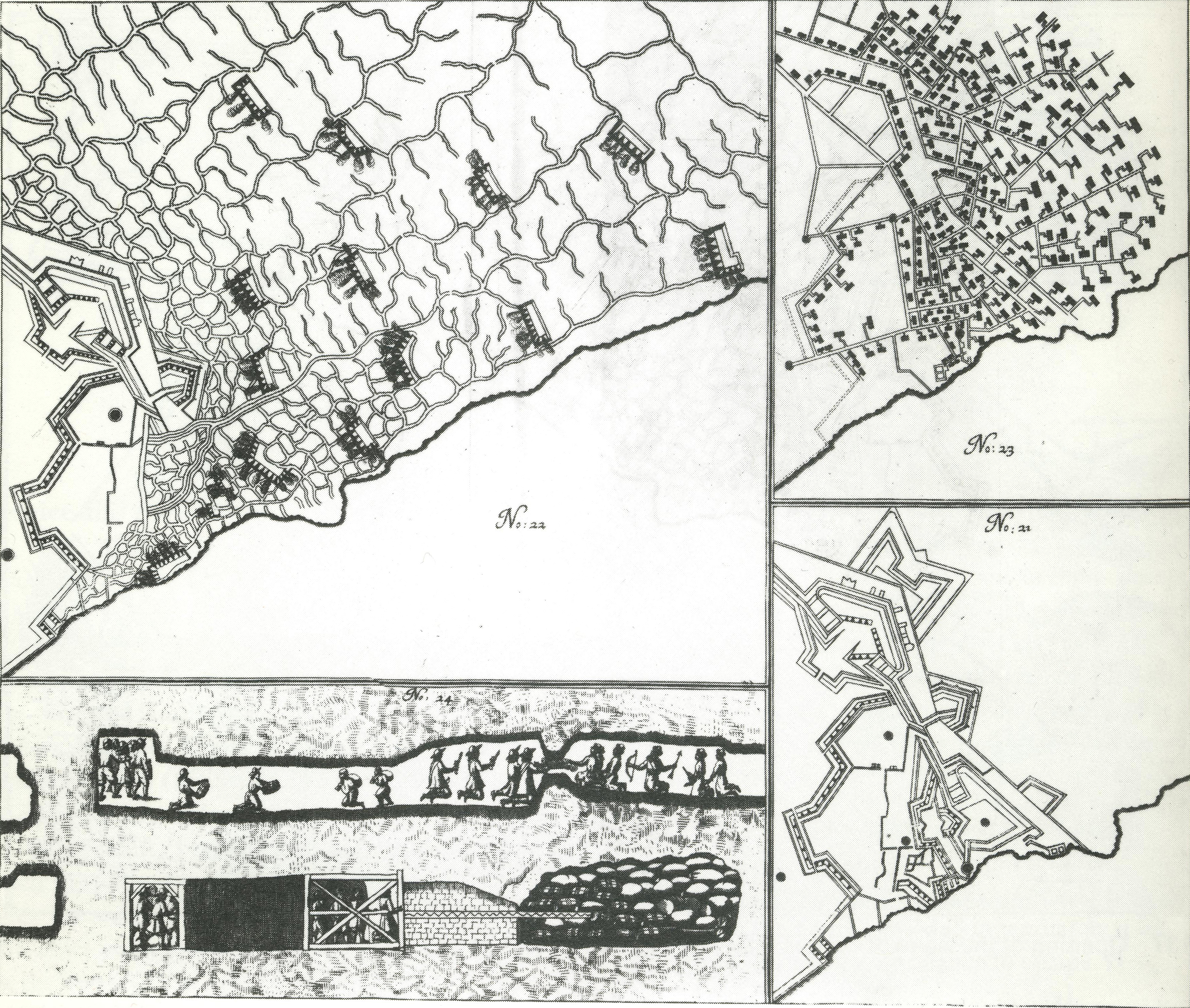
Plany oblężenia Kandii – fig. 21 – fortyfikacje obrońców; fig. 22 aprosze atakujących; fig. 23 chodniki kontrminowe obrońców; fig. 24 scena walki w tunelach i schemat odpalania założonej miny

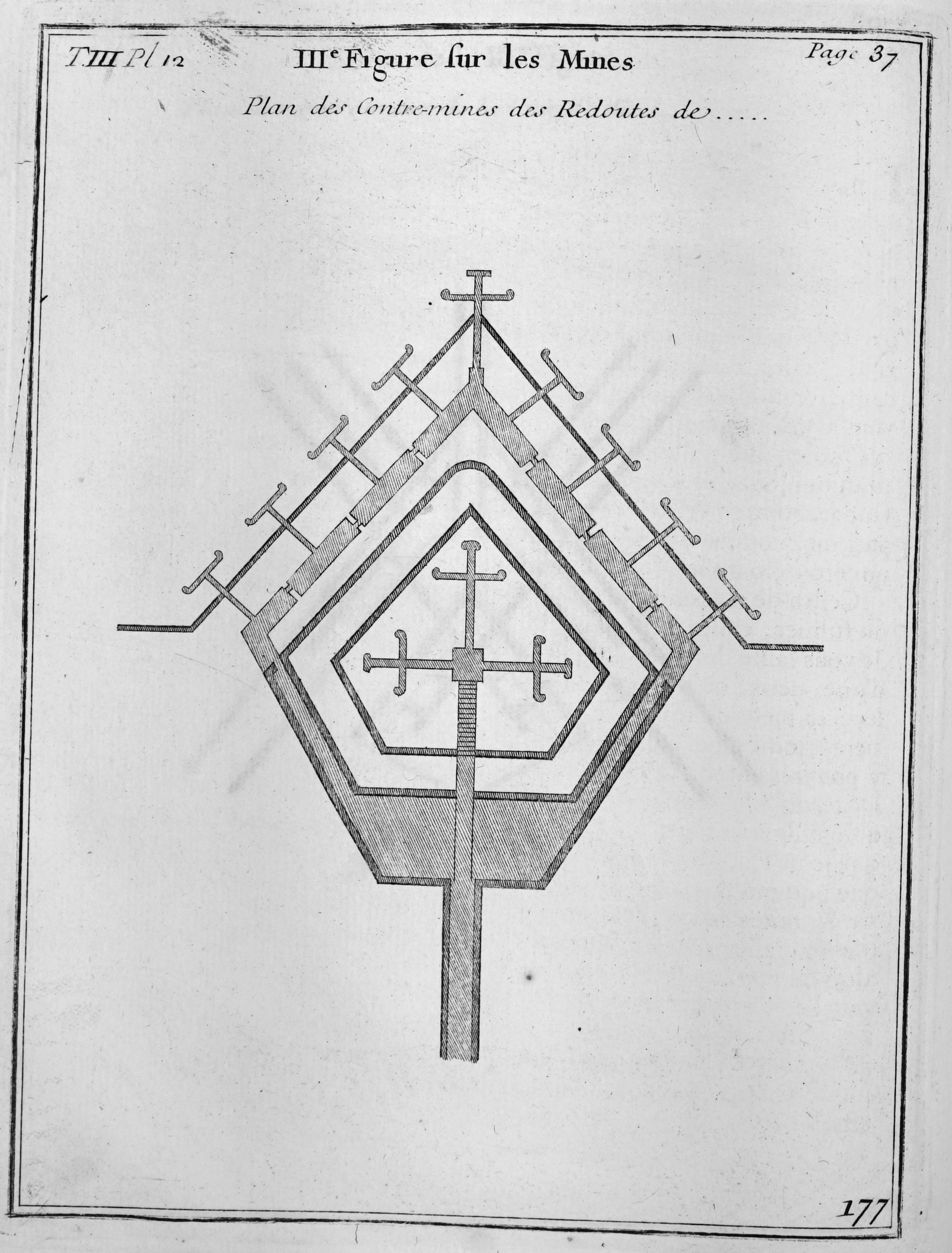
Plan przykładowej sieci chodników przeciwminowych do obrony reduty w traktacie z XVIII w.

Wojna minerska rozpowszechniła się od XV wieku, w związku z zastosowaniem prochu czarnego do wysadzania umocnień. Odtąd upowszechniły się pojęcia komory minowej, miny podziemnej, chodników minowych i przeciwminowych. O minach pisali Francesco di Giorgio Martini i Taccola, a prawdopodobnie pierwsze użycie podziemnej miny czarnoprochowej miało miejsce podczas oblężenia Belgradu w 1440 roku, kiedy to obrońcy odpalili kontrminę pod pozycjami tureckimi. We wczesnym okresie oba sposoby niszczenia wrogich murów współistniały, a prochu używano czasem by szybko spalić stemple, wkrótce jednak czysto wybuchowe miny zaczęły dominować
Minowanie było elementem regularnego oblężenia typu Vaubanowskiego, w związku z czym twierdze projektowano z uwzględnieniem obrony przeciwminowej, zawczasu przygotowując sieci chodników kontrminerskich. Sieci chodników zachowały się np. w twierdzy głogowskiej (rozbudowywane w II połowie XVIII wieku) czy kłodzkiej. Wojna minowa wykorzystywana była w oblężeniach wieku XVIII w. (np. podczas oblężenia Świdnicy w czasie wojny siedmioletniej) i XIX w. (oblężenie Brăili w 1828 roku podczas wojny rosyjsko-tureckiej). Najszersze działania podziemne w XIX w. miały miejsce podczas oblężenia Sewastopola podczas wojny krymskiej. Atakujący odpalili 136 min (łącznie 66 ton prochu), a obrońcy – 94 kontrminy (łącznie 12 ton prochu). Bitwa o krater, próba szturmu konfederackich pozycji podczas oblężenia Petersburga w czasie wojny secesyjnej przez wyłom uczyniony przez 3,6-tonową minę zakończyła się klęską nacierających, wykazując konieczność dobrej synchronizacji ataku minowego i piechoty.
Zainteresowanie wojną minową wzrosło po wojnie rosyjsko-japońskiej, ze względu na pojawienie się rozbudowanych umocnień polowych, złożonych z wielu linii okopów, osłoniętych drutem kolczasym i wzmocnionych konstrukcjami betonowymi, nader trudnymi do zniszczenia; równocześnie zaś pojawiły się nowe, dużo silniejsze od prochu czarnego materiały wybuchowe, takie jak dynamit, bawełna strzelnicza czy trotyl. Walki minowe miały szczególnie miejsce podczas oblężenia Port Artur, i sprowokowały falę ćwiczeń w armiach europejskich, jak francuska, niemiecka czy brytyjska. Zwrócono w ich efekcie uwagę na konieczność lepszego przygotowania wojsk inżynieryjnych, których ranga była obniżona w erze wielkich armii poborowych, i na konieczność ich lepszego wyposażenia m.in. w aparaty oddechowe (podczas ćwiczeń odkryto, że gazy powybuchowe, zwłaszcza czad zalegają w glebie po wybuchu min, zwłaszcza kamufletów).

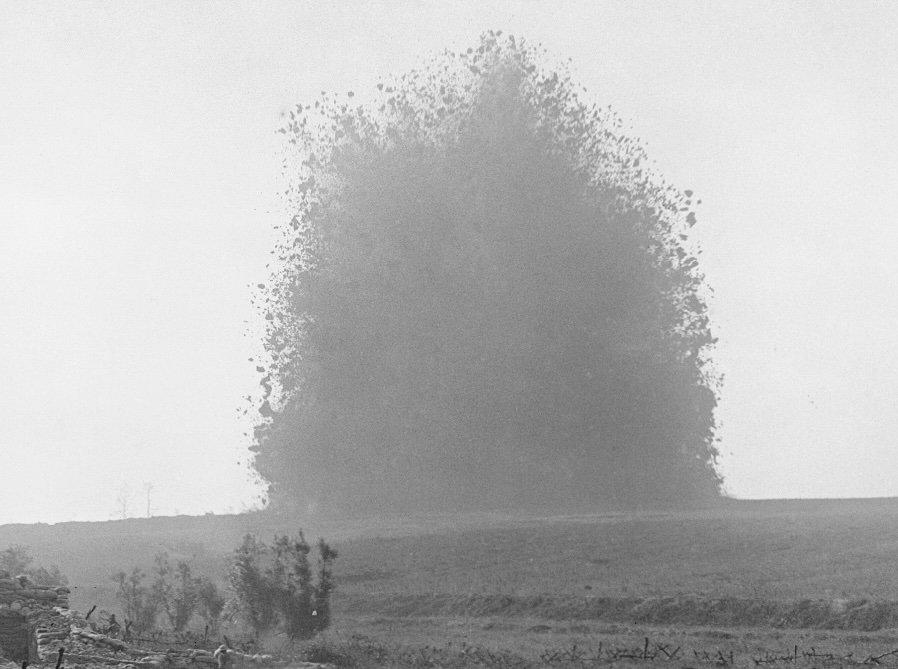
Wybuch miny pod okopami niemieckimi, 1 lipca 1916 podczas I wojny światowej

Tunele wykorzystywane podczas wojny w Wietnamie, czy na pograniczu izraelsko-palestyńskim raczej służyły komunikacji i schronieniu, niż wojnie minowej.